# 伊基克战役
伊基克战役（西班牙語：Batalla de Iquique）也称伊基克海战（西班牙語：Combate Naval de Iquique）是1879年5月21日硝石战争期间发生在当时秘鲁的伊基克（今属智利）附近的一次海战。经过四个小时的战斗，由米格尔·格劳指挥的秘鲁铁甲舰“胡阿斯卡”号（Huáscar）击沉了智利木制护卫舰“埃斯美拉达”号（Esmeralda）。